# Буче (Козє)
Буче (словен. Buče) — поселення в общині Козє, Савинський регіон, Словенія. Висота над рівнем моря: 250,8 м. 